# Медицинский аутсорсинг
Медицинский аутсорсинг — это передача, на основе договора, определённых функций и видов работ, такими организациями, как больницы, дома престарелых, санатории и другие учреждения, оказывающие медицинскую помощь, в результате чего получают услуги врачей, медсестер, а также другие сопутствующие услуги, влияющих на непрерывную работу организации. В дословном переводе с английского языка (outsourcing — outer-source-using) термин «аутсорсинг» означает использование внешнего источника, ресурса. В международной практике чаще используется аббревиатура BPO (Business Process Outsourcing), обозначающий передачу на внешний подряд бизнес-процессов организации, выступающей в качестве заказчика, а сторонняя организация в качестве исполнителя или аутсорсера.
Успех аутсорсинга высокотехнологичных видов медицинских услуг связан с применением самого передового, инновационного оборудования и технологий, которые требуют высококвалифицированного медицинского и технического персонала. Учитывая это обстоятельство, многие госпитали передают в ведение аутсорсинговых компаний свои помещения по стоматологии, для приготовления питания, передают ведение документов, получают услуги уборки помещений.
Здравоохранение является одной из основных социальных функций государства, в котором аутсорсинг получил наибольшее распространение. Причиной этого является постоянный рост расходов на здравоохранение, потребность населения в повышении качества медицинской помощи, а также стремление медицинских учреждений освободиться от тягостной заботы о повышении квалификации обслуживающего персонала. Экономически развитые страны первыми начали использовать медицинский аутсорсинг. В настоящее время им охвачен широкий спектр услуг от ИТ-сервиса к предоставлению питания для учреждений здравоохранения.

## Медицинский персонал
Дефицит рабочей силы в экономически развитых странах, сокращение рождаемости и старение населения в промышленно развитых странах порождают диспропорции на рынке труда многих из них. От этого, в первую очередь, страдают высокотехнологичные компании. Повышение требований к компетентностного уровня работников на фоне неблагоприятной демографической ситуации в развитых странах делает этот фактор долгосрочным.

## Менеджмент
Медицинский менеджмент охватывает использование ИТ для функций охраны здоровья, болезней, ухода и ведения пациентов. Стратегии медицинского управления предназначены для изменения поведения потребителей и поставщиков с целью улучшения качества и результатов оказания медицинской помощи.

## Информационные технологии
Опережающее развитие технологий в инфраструктурных сферах материального производства — логистике, подборе персонала, информатизации, компьютеризации и др. В результате внутренние подразделения компаний, выполняющих вышеупомянутые функции, оказываются неконкурентоспособными по сравнению со специализированными организациями.

## Уборка
Аутсорсинг, как современное явление возник на этапе изменения многих технологий, в том числе организационных. Это не просто передача ряда функций сторонним организациям, это отказ от видов деятельности, традиционно рассматриваются как неотъемлемые от оказания медицинской помощи таких, как уборка помещений.

## Кейтеринг
Большинство медицинских учреждений переходят на кейтеринг для пациентов, или же передают свои кухни другим компаниям, которые компетентны в этом направлении деятельности.